# Groupe spéléo Vulcain
Le groupe spéléo Vulcain est une association lyonnaise, créée en 1957, qui a notamment participé à l'exploration du gouffre Jean-Bernard à Samoëns.